# Der Zürich-Krimi: Borchert und die bittere Medizin
Borchert und die bittere Medizin ist ein Fernsehfilm aus der Kriminalfilmreihe Der Zürich-Krimi aus dem Jahr 2022. Er wurde im Auftrag von ARD Degeto für Das Erste produziert. Die Erstausstrahlung der 14. Folge der Filmreihe fand am 10. Februar 2022 statt.

## Handlung
Apotheker Berno Siebert verlässt abends seine Apotheke und verabschiedet sich von seiner Praktikantin Sina Leuthold. Die Pharmaziestudentin absolviert gerade ihr Pflichtpraktikum in der Apotheke und plant, dort noch aufzuräumen. Als sie die Beleuchtung des Geschäfts ausschaltet, wird dies von einer vermummten Gestalt von der anderen Straßenseite aus beobachtet. Gleichzeitig trifft Reto Zanger ein, der Sina Leuthold durch Klopfen an der Fensterscheibe dazu bringt, ihm zu öffnen. Seine Bitte, ihm ein Herzmedikament auszuhändigen, das ihm bereits vor drei Tagen ausgegangen sei, lehnt sie zwar zunächst ab, lässt ihn allerdings dann doch hinein. Während die Pharmaziestudentin den Blutdruck des Anwalts misst, nutzt der Vermummte die Gelegenheit, dringt in die Apotheke ein und zieht eine Waffe. Ein Schuss trifft Reto Zanger, dann zwingt der Unbekannte Sina Leuthold mit vorgehaltener Waffe, den Safe des Geschäfts zu öffnen. Währenddessen bricht Reto Zanger blutend zusammen. Hauptmann Marco Furrer verbringt unterdessen den Abend bei seiner Freundin, der Anwältin Dominique Kuster, als er von seinem Mitarbeiter Urs Aeggi über den Überfall auf die Apotheke informiert wird. Er fährt sofort mit der Anwältin zum Tatort. Während Borchert den Abend in seinem Stammlokal verbringt, begleitet Dominique Kuster ihren Vater Reto Zanger ins Krankenhaus. Dort erhält sie einen Anruf von Borchert, den sie über den Vorfall informiert. Borchert lässt sich von seinem Freund und gelegentlichen Privatchauffeur Beat Bürki zur Apotheke fahren und nimmt am Tatort eigene Ermittlungen vor. Dort trifft er auf Marco Furrer und Urs Aeggi, die vermuten, dass der Überfall durch einen Drogensüchtigen begangen wurde. Borchert findet den leergeräumten Safe vor und trifft auch auf den gerade eintreffenden Berno Siebert, der sichtlich erschüttert ist. Der Apotheker und die noch anwesende Sina Leuthold werden anschließend von den beiden Polizeibeamten befragt. Dem Täter wird unterdessen bei einer nächtlichen Begegnung unter einer Straßenbrücke der Rucksack mit seiner Beute abgenommen.
Noch in derselben Nacht schleicht Borchert sich in das Krankenzimmer seines Freundes Reto Zanger, wo er auch auf Dominique Kuster trifft, die vor Erschöpfung eingeschlafen ist. In einem großen Apartment über den Dächern Zürichs streitet Annie Harder mit ihrem Sohn Alex, der wütend die Wohnung verlässt. Sichtlich aufgelöst telefoniert die Maklerin anschließend mit Berno Sieber und informiert ihn, dass Alex Harder auf dem Weg zu ihm ist. Reto Zanger trifft in seiner Kanzlei ein und händigt seiner Sekretärin Monika Schönlein sein Medikament aus, mit der Bitte, ihm alle zwei Stunden eine Dosis zu geben. In der Apotheke besprechen sich unterdessen Berno Siebert und Sina Leuthold. Der Apotheker informiert die Pharmaziestudentin, dass seine Versicherung es als Fahrlässigkeit auslegt, dass sie nicht abgeschlossen hat, als sie Reto Zanger hereinließ und er sich daher gezwungen sieht, sie wegen Pflichtverletzung zu entlassen. Sichtlich erschüttert verabschiedet Sina Leuthold sich von ihrer Kollegin Frau Roth und verlässt die Apotheke. Als Borchert einige Zeit später in der Kanzlei von Domique Kuster eintrifft, wartet dort bereits die gerade entlassene Sina Leuthold auf ihn und bittet ihn um Hilfe. Sie besprechen sich zunächst mit Dominique Kuster, dann telefoniert Borchert mit Reto Zanger und spricht mit ihm über den Fall. Während er den angeschlagenen Anwalt bittet, ein gutes Wort für Sina Leuthold bei seinem Freund Berno Siebert einzulegen, trifft der Apotheker gerade in dessen Kanzlei ein. Reto Zangers Bitte, die Pharmaziestudentin noch ihr Praktikum zu Ende machen zu lassen, lehnt Berno Siebert jedoch ab. Unterdessen trifft Alex Harder in der Universität mit einer Kommilitonin zusammen, der er für eine abendliche geplante Feier Drogen aushändigt. Während sich Sina Leuthold aus der Kanzlei verabschiedet, ruft Reto Zanger dort an und informiert seine Tochter, dass der Apotheker abgelehnt hat, das Praktikum zu verlängern. Dominique Kuster teilt ihrem Vater im Gegenzug mit, dass sie beabsichtigt, Sina Leuthold zu vertreten und die Fortsetzung des Praktikums einzuklagen. Sie schafft es zudem, einen Gerichtstermin für den folgenden Morgen zu bekommen. Als Borchert sich erstaunt zeigt, dass so schnell ein Termin zu haben war, kommentiert Dominique Kuster dies mit dem Hinweis, sie habe es sich bei ihm abgeschaut, gute Beziehungen aufzubauen.
Am nächsten Tag beobachtet Borchert den Apotheker, der sich zur Anhörung fahren lässt. Am Gericht treffen Dominique Kuster und Reto Zanger, der seinen Freund Berno Siebert vertritt, aufeinander. Auch Borchert befindet sich im Gerichtssaal, wo er Alex Harder kennenlernt, der ihn informiert, dass Berno Siebert sein Patenonkel sei. Den Vorsitz hat Richterin Marie-Lousie Mildenberger, die seit den Vorfällen in der Folge Borchert und die tödliche Falle gut mit Dominique Kuster bekannt ist. Sie scheint entschlossen, die Verhandlung nicht unnötig in die Länge zu ziehen und führt die Sitzung rasant, während Borchert Dominique Kuster durch Tipps per SMS unterstützt. Von ihm angeregt bittet die Anwältin die Richterin, ihren Vater in den Zeugenstand zu rufen, wo sie ihn eingehend befragt, wobei sie ihm, eine Idee von Borchert, Nötigung vorwirft. Von seiner Tochter und der Richterin unter Druck gesetzt, erinnert sich der sichtlich angegriffene Anwalt, dass die Pharmaziestudentin den Täter erkannt hat. Unter dem Eindruck dieser Aussage entscheidet sich die Richterin, den Fall dem Strafgericht zu übergeben. Dominique Kuster entschließt sich, Marco Furrer aufzusuchen, während sich Borchert um Sina Leuthold kümmert, die er zunächst zu ihrem Fahrrad bringt, und dann gemeinsam mit Beat Bürki verfolgt. Im Präsidium bespricht sich Dominique Kuster unterdessen mit Marco Furrer und Urs Aeggi, die bereits angesichts der Umstände des Überfalls einen Verdacht gegen Sina Leuthold entwickelt hatten. Dominique Kuster gibt an, dennoch nicht an ihrer Mandantin zu zweifeln. Die trifft währenddessen, heimlich verfolgt von Borchert, bei der Wohnung ihrer Mutter Ulla Wingert ein und fragt nach ihrem Bruder Juri Wingert – beide hat sie seit sechs Jahren nicht mehr gesehen. Sie erfährt, dass ihre Mutter, die sie als Trinkerin kennt, sich inzwischen angeblich gefangen hat. Als sie im Schrank allerdings versteckte Flaschen findet, wird ihr klar, dass Ulla Wingert ihr etwas vormacht und verlässt aufgebracht die Wohnung. Vor dem Haus trifft sie mit Borchert zusammen, dem sie von ihrer Familiengeschichte erzählt. Ihre Mutter habe nach einer gescheiterten Ehe angefangen zu trinken, während sie sich um ihren kleinen Bruder kümmern sollte. Diesen Erwartungen konnte Sina Leuthold nicht gerecht werden und Juri Wingert wurde bereits frühzeitig kriminell. Sie behauptet, bereits seit Jahren keinen Kontakt mit ihm gehabt zu haben und dass der Überfall ein zufälliges Zusammentreffen gewesen sei. Das Gespräch zwischen dem Anwalt und seiner Mandantin wird unbemerkt von der Sonderermittlerin Meyrem Sahin beobachtet, die auch Fotos von den beiden macht. Sina Leuthold gesteht, dass überraschende Zusammentreffen verschwiegen zu haben, um ihren Bruder zu schützen und informiert Borchert, was das wertvollste Medikament im Safe der Apotheke war: Trizoclin forte, ein Antidepressivum, das exklusiv von Berno Siebert aus den Vereinigten Staaten importiert wird, da es nicht auf dem Schweizer Markt erhältlich ist. In einem Café treffen Borchert und Reto Zanger am späteren Nachmittag zu einem Lunch zusammen. Sie unterhalten sich über dessen Bekanntschaft mit dem Apotheker. Beide kennen sich seit fünfzehn Jahren. Reto Zanger erzählt zudem von Annie Harder, einer verflossenen Liebe von Berno Siebert, der ihren Sohn wohl in erster Linie aus Liebe zu ihr als Patensohn angenommen und gefördert hat.
Während sich die Anwälte im Café besprechen, wird Sina Leuthold in ihrer Wohnung weiterhin von Meyrem Sahin beobachtet und fotografiert. Abends observieren Dominique Kuster und Borchert ihrerseits die örtliche Drogenszene. Der Anwalt spricht einen Mann an, den sie als Dealer identifizieren und fragt gezielt nach dem fraglichen Antidepressivum. Der Dealer behauptet zwar, Trizoclin Forte nicht zu kennen, informiert aber telefonisch Juri Wingert, als Borchert ihm Geld aufdrängt. Dieser erscheint zwar, schlägt Borchert aber in einer Gasse zusammen, statt ihm ein Geschäft anzubieten. Der angeschlagene Anwalt lässt sich von Dominique Kuster nach Hause fahren. Dort wird ihm am nächsten Morgen ein Rosenstrauch geliefert. Zudem wird er von Sina Leuthold informiert, dass sie die Adresse ihres Bruders herausgefunden hat – ein besetztes Haus in der Nähe des Bahnhofs Zürich Hardbrücke. Dort lässt er sich von Beat Bürki hinfahren, doch die Pharmaziestudentin ist schon vor den beiden da. Sie trifft mit ihrem Bruder zusammen, der allerdings ablehnt, ihr zu helfen und sie fortstößt. Sina Leuthold läuft ihm nach und dringt auf der Suche nach ihrem Bruder in das Haus vor. Dort tritt die Tür seines Zimmers ein. Der Dealer liegt allerdings bereits mit zertrümmerten Schädel auf der Straße. Als Borchert beim besetzten Haus eintrifft, wird die Pharmaziestudentin bereits von Meyrem Sahin abgeführt. Sie wird von Borchert, Dominique Kuster und Marco Furrer im Präsidium mit den diversen Verdachtsmomenten konfrontiert. Da das Zimmer, aus dessen Fenster Juri Wingert augenscheinlich gestürzt ist, von innen verschlossen war, verdächtigt der Hauptmann die Studentin, für den Tod ihres Bruders verantwortlich zu sein. Während die Anwältin den Polizeihauptmann aus dem Büro lockt, nutzt Borchert die Gelegenheit, einige der dortigen Dokumente zu fotografieren. Anschließend suchen die beiden Sina Leuthold auf. Währenddessen feiern Berno Siebert, Annie Harder und Alex Harder den Geburtstag des Studenten, der von seinem Patenonkel einen Sportwagen geschenkt bekommt. Sie planen, abends in ein italienisches Restaurant zu gehen, wo Reto Zanger für sie einen Tisch reserviert hat. Im Untersuchungsgefängnis finden Borchert und Dominique Kuster im Gespräch mit Sina Leuthold heraus, dass große Teile der Beute, die bei Juri Wingert gefunden wurde, fehlen. Es handelt sich um teure Medikamente und kostbare Bestandteile, die die Möglichkeiten des Kleindealers, einen adäquaten Käufer zu finden, wahrscheinlich deutlich übersteigen. Daher vermutet Borchert einen bisher unbekannten Hintermann.
Borchert lässt sich in die Apotheke fahren und trifft dort auf Frau Roth. Er erfährt, dass sich neben ihr, Berno Siebert und Sina Leuthold, noch Alex Harder in der Apotheke auskennt, der ein Jahr dort gearbeitet habe. Der Anwalt findet durch ein Telefonat mit Reto Zanger heraus, wo sich der Apotheker und seine beiden Gäste befinden und lässt sich von Beat Bürki zu der Adresse in der Altstadt von Zürich fahren. Der Anwalt trifft mit Alex Harder vor dem Restaurant zusammen und konfrontiert ihn mit dem Tod Juri Wingerts. Als der Student dem Gespräch auszuweichen versucht, setzt sich der Anwalt zu den Dreien an den Tisch. Dort rollt er den Fall auf. Sowohl seiner Mutter als auch seinem Patenonkel war die Verwicklung Alex Harders in den Fall offenbar klar. Der junge Mann war von seinem Lieferanten unter Druck gesetzt worden. Der hatte spezielle Medikamente verlangt, die nur durch einen fingierten Überfall zu beschaffen gewesen waren. Damit hatte Alex Harder Juri Wingert beauftragt. Angesichts Borcherts Ausführungen verlässt Alex Harder erschüttert das Restaurant und bespricht sich draußen mit seiner Mutter. Im Restaurant erklärt Berno Siebert Borchert inzwischen, dass er vorhat, seinem Patensohn ein Alibi zu geben. Dieser hat allerdings inzwischen aus dem Gespräch erschlossen, dass es der Apotheker war, der den Dealer aus dem Fenster gestoßen hat. Gemeinsam mit Dominique Kuster holt er anschließend Sina Leuthold aus dem Untersuchungsgefängnis ab. Vor dem Gericht begegnen die drei Reto Zanger, der die Studentin darüber informiert, dass er für sie einen Arbeitgeber gefunden hat, bei dem sie ihr Praktikum zu Ende machen kann.

## Hintergrund
Die Dreharbeiten zu Borchert und die bittere Medizin fanden im Zeitraum vom 8. Juni 2021 bis zum 9. Juli 2021 in Zürich und Prag sowie näherer und weiterer Umgebung statt.

## Einschaltquoten
Bei der Erstausstrahlung von Borchert und die bittere Medizin am 10. Februar 2022 verfolgten in Deutschland insgesamt 6,40 Millionen Zuschauer die Filmhandlung, was einem Marktanteil von 21,1 Prozent für Das Erste entsprach. In der als Hauptzielgruppe für Fernsehwerbung deklarierten Altersgruppe von 14–49 Jahren erreichte Borchert und die bittere Medizin laut AGF Videoforschung einen Marktanteil von 7,4 Prozent in dieser Altersgruppe.

## Rezeption
Tilmann P. Gangloff attestiert der Episode in seiner Kritik bei Tittelbach.tv zwar eine gelungene Bildgestaltung und eine ausgezeichnete Kameraarbeit, kritisiert aber, dass nach dem fesselnden Beginn die Spannung merklich abfalle, während gegen Ende der Folge viel erklärt werden müsse.
Oliver Armknecht bemängelt auf Film-Rezensionen.de, dass der zunächst vielversprechende juristische Ansatz, der eine interessante Fragestellung aufwerfe, rasch „über Umwege zu einem Krimi umgemodelt“ werde. Spannung komme seiner Ansicht nach dabei nicht auf, da bereits früh klar sei, was hinter den Vorfällen stecke.